# Gare de Dannes - Camiers
Gare de Dannes - Camiers vasútállomás Franciaországban, Camiers településen.

## Vasútvonalak
Az állomást az alábbi vasútvonalak érintik:
- Longueau–Boulogne-vasútvonal

## Kapcsolódó állomások
A vasútállomáshoz az alábbi állomások vannak a legközelebb:
- Gare de Neufchâtel-Hardelot
- Gare d’Étaples - Le Touquet